# 春のおどり -世界の花-
『春のおどり』 -世界の花-（はるのおどり せかいのはな）は宝塚歌劇団の舞台作品。
形式名は「グランド・レビュー」。14景。
康本晋史・内海重典・内村祿哉・高崎邦祐の合作・演出による作品。音楽担当は酒井協・蔵原邦夫・河崎一朗・中井光晴。
併演作品は花組公演が『マノン・レスコオ』、月組公演は『運つく男』。

## 解説
※『宝塚歌劇100年史（舞台編）』の宝塚大劇場公演のページを参照
日本を出発し、中国、フランス・パリ、オランダ、ハンガリー、ドイツ、イタリア、ロシア、メキシコと、世界中で咲き乱れる花を追って世界各地をまわる設定になっている。花組公演では「赤頭巾と狼」の三人組が狂言回し役で登場し、初舞台生が舞妓や切禿姿で紹介された。

## 公演期間と公演場所
- 花組公演：1947年4月1日 - 4月29日[1]　宝塚大劇場
- 月組公演：1947年5月1日 - 5月30日[1]　宝塚大劇場